# Spaceport Curaçao
El Spaceport Curaçao (también llamado Caribbean Spaceport o Space Port Curaçao, literalmente «Puerto Espacial de Curazao» o «Puerto Espacial del Caribe») es el nombre de un proyecto para un puerto espacial previsto en el Aeropuerto Internacional de Curazao (Hato). Desde este puerto espacial trabajaría la empresa XCOR Aerospace con 2015 vuelos turísticos al espacio con el pequeño avión espacial Lynx.
Los planes para el puerto espacial se dieron a conocer en 2010. La empresa estadounidense XCOR Aerospace, que desarrolla el proyecto, firmó un convenio de $ 25.000.000 con un grupo de inversores holandeses y el gobierno de Curazao. Curazao acordó reservar un lugar adecuado para un puerto espacial , aprovechando que es una isla poco poblada y hay un mucho espacio disponible. Además, la actividad turística presente en la isla no se vería afectada. Otros factores para escoger la isla fueron la ubicación cerca del ecuador y las propiedades de la atmósfera en esta área del Caribe.
Durante una reunión con el gobierno de Curazao en agosto de 2013 Ben Droste dijo que los primeros vuelos de prueba serían a finales de 2014 , o principios de 2015 y que se pueden implementar cuando el gobierno de Curazao apruebe la legislación requerida y el gobierno de Estados Unidos emita la licencia respectiva.